# Seleção Guamesa de Futebol
A Seleção Guamesa de Futebol representa Guam nas competições de futebol da FIFA.
Fundada em 1975, filiou-se à FIFA em 1996. A seleção, que chegou a ficar em último lugar da zona asiática segundo o Ranking FIFA, conseguiu sua primeira vitória contra um time filiado à entidade apenas em março de 2009: derrotou a Mongólia pelo placar de 1 - 0. Em 2015, alcançou o 145º lugar (melhor posição em toda a história) após vencer Turcomenistão e Índia, pelas eliminatórias da Copa de 2018, sendo que a partida contra os turcomenos foi disputada em Tabriz, no Irã.
Sofreu sua maior derrota frente à Coreia do Norte por 21 a 0 em 2005. Já sua maior vitória foi um 15 a 2 sobre Palau em uma partida não oficial.
Apesar da estabilidade econômica da ilha, o motivo oficial da desistência de Guam da disputa das Eliminatórias FIFA para a  Copa do Mundo FIFA de 2010 foi de ordem financeira mesmo. Embora o futebol seja pouco popular em Guam, é consenso que tem evoluído aos poucos.

## Desempenho em Copas do Mundo
- 1930 a 1998 – não disputou
- 2002 – não se qualificou
- 2006 e 2010 – retirou-se
- 2014 – retirou-se
- 2018 e 2022 – não se qualificou

## Desempenho em Copas da Ásia
- 1956 a 1992 – não disputou
- 1996 a 2004 – não se qualificou
- 2007 – retirou-se
- 2011 – retirou-se
- 2015 – não se qualificou
- 2019 – retirou-se
- 2023 – não se qualificou

## Recordes
- Atualizado até 17 de outubro de 2023

Jogadores em negrito em atividade pela Seleção de Guam.
| # | Jogador         | Partidas | Gols | Em atividade |
| - | --------------- | -------- | ---- | ------------ |
| 1 | Jason Cunliffe  | 66       | 26   | 2006–        |
| 2 | Ian Mariano     | 42       | 3    | 2007–        |
| 3 | Dylan Naputi    | 40       | 3    | 2011–        |
| 4 | Dominic Gadia   | 36       | 0    | 2003–        |
| 4 | Marcus Lopez    | 36       | 6    | 2012–        |
| 4 | Mark Chargualaf | 36       | 0    | 2007–        |
| 7 | Shawn Nicklaw   | 35       | 2    | 2012–2019    |
| 7 | Travis Nicklaw  | 35       | 1    | 2012–        |
| 9 | Ryan Guy        | 33       | 4    | 2012–2016    |
| 9 | Micah Paulino   | 33       | 0    | 2008–2016    |

| # | Jogador              | Gols | Partidas | Média por jogo | Em atividade |
| - | -------------------- | ---- | -------- | -------------- | ------------ |
| 1 | Jason Cunliffe       | 26   | 66       | 0.39           | 2006–        |
| 2 | Matthew Naputi       | 13   | —        | —              | 1998–2005    |
| 3 | Zachary Pangelinan   | 8    | 12       | 0.67           | 2005–2008    |
| 4 | Marcus Lopez         | 6    | 36       | 0.17           | 2012–        |
| 5 | Joshua Borja         | 5    | 15       | 0.33           | 2009–2013    |
| 6 | Christopher Mendiola | 4    | 11       | 0.36           | 2007–2009    |
| 6 | Shane Malcolm        | 4    | 29       | 0.14           | 2014–        |
| 6 | Ryan Guy             | 4    | 33       | 0.12           | 2012–2016    |
| 9 | Elias Merfalen       | 3    | 19       | 0.16           | 2005–2012    |
| 9 | Dylan Naputi         | 3    | 40       | 0.08           | 2011–        |
| 9 | Ian Mariano          | 3    | 42       | 0.07           | 2007–        |

## Treinadores
| - Bob Hartsock (1991) - Willie McFaul (1999–2003) - Sugao Kambe (2003–2005) - Norio Tsukitate (2005–2009) - Park Choong-kyun (2010) - Kazuo Uchida (2011–2012) | - Gary White (2012–2016) - Darren Sawatzky (2016–2017) - Karl Dodd (2017–2021) - Seo Dong-won (2021) - Kim Sang-hoon (2021–2023) - Ross Awa (2023–) |